# 莫斯鎮區 (明尼蘇達州艾塔斯卡縣)
莫斯鎮區（英語：Morse Township）是位於美國明尼蘇達州艾塔斯卡縣的一個行政鎮區。

## 地方資料
莫斯鎮區的面積為95.62平方千米，當中陸地面積為93.74平方千米，而水域面積為1.88平方千米。根據2020年美國人口普查的數據，當地共有人口555人，而人口密度為每平方千米5.8人。